# Добош Владислав Андрійович
Владислав Андрійович Дòбош (нар. 15.03.1982, Мукачево) — український правник.

## Життєпис
Народився 15 березня 1982 в Мукачеві на Закарпатті.

### Освіта
- 1997—2000 — Ужгородський політехнічний ліцей
- 2000—2005 — Юридичний університет ім. Ярослава Мудрого

З 2009 року працює адвокатом, керівник адвокатського об'єднання «Добош та Партнери» (Київ).

## Справа Шеремета, та юридична практика
Владислав захищав підозрювану у справі Шеремета Кузьменко, де її Антоненко та Дугар підозрюють в участі у резонансній справі щодо вбивства українського журналіста Павла Шеремета.
Адвокат у справах добровольців та ветеранів війни на сході України.
Адвокат у так званій справі «Драгобрату», у справі вбивства екс-депутата Держдуми РФ Вороненкова.
Захищає та захищав представників ряду добровольчих батальйонів, серед яких: «ДУК Правий сектор», «Азов», «Донбас», «Айдар», «ОУН», та ін. Адвокат військослужбовців ряду підрозділів Збройних сил України.

## Сім'я
Мати, Ірина Петрівна Добош (1963 р.н.), батько, Андрій Андрійович Добош (1959 р.н.),
Одружений, має сина та доньку.